# Utopie

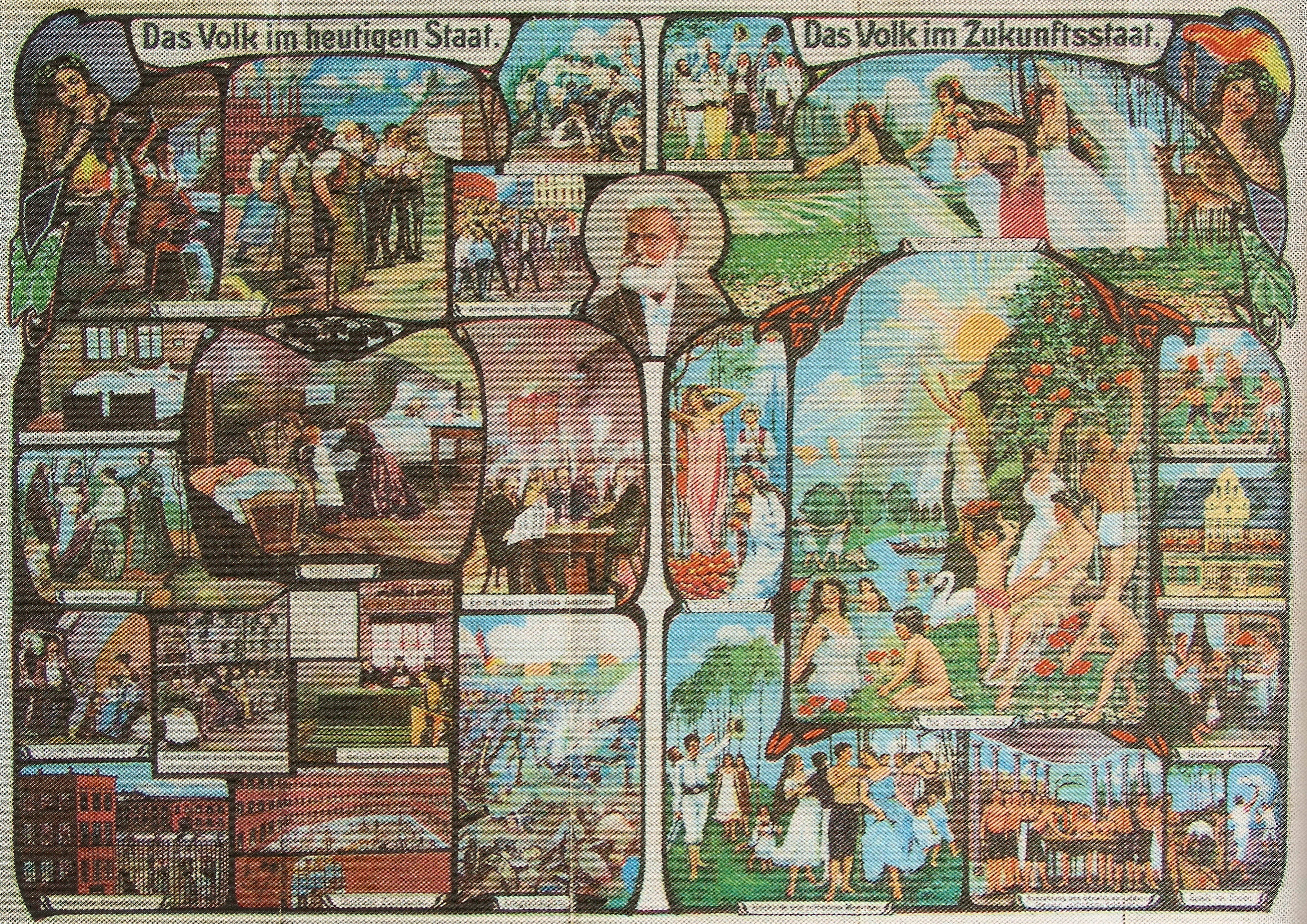
Das Volk im Zukunftsstaat, Illustration von Friedrich Eduard Bilz, 1904

Eine Utopie ist der Entwurf einer möglichen, zukünftigen, meist aber fiktiven Lebensform oder Gesellschaftsordnung, die nicht an zeitgenössische historisch-kulturelle Rahmenbedingungen gebunden ist.
Das Wort geht zurück auf altgriechisch οὐ ou „nicht“ und τόπος tópos „Ort, Stelle“, gemeinsam „Nicht-Ort“, beziehungsweise den Titel Utopia eines lateinischen Romans des Thomas Morus aus dem Jahr 1516. Die in Utopien beschriebenen fiktiven Gesellschaftsordnungen resultieren häufig aus einer Kritik der jeweils zeitgenössischen Gesellschaftsordnung und können dann als positive Gegenentwürfe gelesen werden.
Christine de Pizan stellt in ihrem 1405 fertiggestellten Roman „Le Livre de la Cité des Dames“ erstmals das Bild einer utopischen Gesellschaftsform dar.
Bei Morus, der das Thema etwa hundert Jahre später (1516) ebenfalls aufgriff, handelt es sich bei dem Begriff um ein Sprachspiel zwischen Utopie und Eutopie aus εὖ (eu) „gut“ und τόπος. Dagegen bezeichnet die Dystopie die pessimistische Beschreibung einer unethisch negativen Gesellschaftsordnung.
Im alltäglichen Sprachgebrauch wird Utopie (insb. als Adjektiv utopisch) häufig als Synonym für schöne, aber als unausführbar betrachtete Zukunftsvisionen benutzt. Utopien wie sie in Science-Fiction-Filmen häufig sind, schildern positive (Zukunfts-)Welten, in denen Friede und Eintracht herrschen (etwa in In den Fesseln von Shangri-La).
Hinsichtlich ihrer Umsetzbarkeit wird zwischen deskriptiven (scheinbare Zukunftstrends beschreibenden), evasiven (mit der Tendenz zur Weltflucht verbundenen) und konstruktiven (aktiv zu realisierenden) Utopien unterschieden. Diese können sich auf Staats- und Wirtschaftsformen, die Zukunft von Kultur, Kunst oder Religion, verschiedene Arten des Zusammenlebens, Innovationen des Bildungswesens oder der Geschlechterkonstellationen u. a. beziehen.

## Wortherkunft und Inhalt des Begriffes
Das Wort Utopie ist aus französisch utopie entlehnt, dieses aus neuenglisch utopia, und geht auf eine Wortneubildung im Titel De optimo rei publicae statu deque nova insula Utopia (Vom besten Zustand des Staates oder von der neuen Insel Utopia) des 1516 erschienenen Romans des englischen Staatsmanns Thomas Morus zurück, der darin eine ideale Gesellschaft beschreibt und auf diese Weise seinen Zeitgenossen einen kritischen Spiegel vorhält.
Im Deutschen bezeichnet Utopia nur den Romantitel beziehungsweise die fiktive Insel, auf der die Mitglieder der idealen Gesellschaft leben. Thomas Morus’ Utopia liegt nicht in der Zukunft, sondern in einer fernen Weltgegend; realisiert wird das ideale Gemeinwesen auch nicht im Rahmen der christlichen Heilsordnung, sondern innerweltlich. Erst im 18. Jahrhundert lässt sich eine Verzeitlichung der Utopie (Reinhart Koselleck) feststellen. Im heutigen Sprachgebrauch wird eine Utopie fast immer in der Zukunft verortet und selten in der Vergangenheit oder in räumlicher Ferne.
Charakteristisch ist in allen Fällen utopischer Entwürfe, dass in der Gegenwart bereits vorhandene Ansätze weitergedacht oder Zustände hinterfragt werden. So kritisierte Thomas Morus im ersten Teil seines Werks die sozialen Zustände im England seiner Zeit. Somit haben Utopien meist einen gesellschaftskritischen Charakter,
- entweder, indem sie behaupten, eine bessere Gesellschaft sei möglich (siehe Thomas Morus Utopia, Heinrich von Kleist Das Erdbeben in Chili („Das Tal der Gerechten“), Burrhus Frederic Skinner Walden Two)
- oder umgekehrt, indem sie bestehende Tendenzen gedanklich weiterbilden, in Dystopien, also pessimistische Negativutopien, verkehren und somit scharf kritisieren, so in klassischen Romanen und Satiren wie Schöne neue Welt (Aldous Huxley) und 1984 (George Orwell), in Visionen des Cyberpunk-Genres und Filmen wie …Jahr 2022… die überleben wollen (Soylent Green).

Der Hauptinhalt einer Utopie ist häufig eine Gesellschaftsvision, in der Menschen ein alternatives Gesellschaftssystem praktisch leben (Beispiel: New Harmony). Die Utopie wird oft in literarischer Form (Utopischer Roman), durch filmische Werke oder auch in Kunstwerken präsentiert.
Obgleich man den Begriff Utopie herkömmlich als Synonym für optimistisch-fantastische Ideale benutzt, kann eine Utopie in ihrem gesellschaftskritischen Aspekt durchaus gegenwartsbezogen-praktisch ausgelegt werden: Befürworter sehen neue Möglichkeiten am Horizont heraufziehen. Kritiker verneinen deren Realisierungsmöglichkeit und warnen vor unerwünschten oder unbedachten möglichen Folgen.

## Realisierbarkeit
Eine Utopie zeichnet sich dadurch aus, dass sie zur Zeit ihrer Entstehung als nicht sofort realisierbar gilt. Diese Unmöglichkeit der schnellen Realisierung hat stets einen (oder mehrere) der folgenden Gründe:
- Die Utopie ist technisch nicht ausführbar, d. h., es wird erkannt, dass die technischen Möglichkeiten noch lange nicht so weit sind, bzw. es wird behauptet, diese würden auch in ferner Zukunft niemals ausreichend fortgeschritten sein, als dass sie den in der Utopie dargestellten Umständen gerecht werden könnten (siehe George Orwell, 1984 und auch Werner von Siemens, Über das naturwissenschaftliche Zeitalter).
- Die Verwirklichung ist von einer Mehrheit oder Machtelite nicht gewollt oder wird als nicht wünschenswert abgelehnt.
- Bei einem (überzeichneten) Gegenbild zur gesellschaftlichen Realität der Gegenwart muss auch erwogen werden, dass eine Realisierung der Utopie vom Autor gar nicht gewollt ist. Der Versuch einer Realisierung wäre dann eine tragische Fehlinterpretation seiner – möglicherweise ironischen – Absicht (siehe z. B. Morus’ Utopia).

### Tragik der Unrealisierbarkeit
Die Tragik der langen Arbeit, die bevorsteht, um in weiter Ferne utopische Vorstellungen Wirklichkeit werden zu lassen, ist ein elementarer Aspekt der Utopie. Tragisch ist dabei, dass sich – sowohl auf der Ebene des Fiktionalen als auch bei Versuchen der politischen Umsetzung einer Utopie – die Absicht der gesellschaftlichen Verbesserung leicht in ihr Gegenteil verwandeln kann.
Versuche, utopische Entwürfe mit Gewalt umzusetzen, führen fast zwangsläufig zu einer Verschlechterung der gesellschaftlichen Situation (Unfreiheit, Krieg, Hass). Da viele utopische Entwürfe aber ihrem Wesen nach auf einer totalitären Regierungsform basieren, können diese kaum Abweichungen dulden und neigen deshalb zur Gewalt. Auf der gegebenen Möglichkeit einer Realisierung baut dagegen die Konkrete Utopie auf.
Weil die Utopien jedoch nur aus ihrem jeweiligen historischen Kontext als unrealistisch zu verstehen sind, gleichen schon manche Aspekte des Alltagslebens am Beginn des 21. Jahrhunderts technischen und sozialen Utopien aus den 1950er Jahren (Internet, Raumfahrt) oder übertreffen diese noch (Gentechnik). Auch Elemente von Dystopien (Big Brother) finden sich (Überwachung).

### Antrieb zur Realisierung
Robert Jungk verstand Utopien als Antrieb für soziale Erfindungen in einer wünschenswerten Zukunft. Er setzte sich für eine Demokratisierung des utopischen Denkens durch Förderung der Phantasie ein und begriff dies als politisches Mittel, um angesichts gesellschaftlicher Krisen nicht in Passivität und Resignation zu versinken. Das von ihm entwickelte Zukunftswerkstatt-Konzept beinhaltet eine Utopie-Phase.

## Verschiedene Arten von Utopien
Utopien können medienübergreifend auftauchen. Zwar werden sie häufig mit dem Medium der Literatur in Verbindung gebracht (vgl. Utopische Literatur), doch können utopische Intentionen durchaus auch in der Kunst (z. B. Wenzel Habliks Große bunte utopische Bauten), in der Architektur (z. B. Filaretes Plan vom Idealstaat Sforzinda; vgl. auch Utopische Revolutionsarchitektur), im Film (z. B. Fritz Langs Metropolis) oder auch in Videospielen (z. B. Bethesda Softworks’ Fallout 3, oder die Bioshock-Serie) auftauchen. Ernst Bloch (Konkrete Utopie) und Theodor W. Adorno gehen sogar davon aus, dass die utopische Intention eine zutiefst menschliche Eigenschaft ist, die egal in welcher Lebenslage, einfach zum Menschen dazugehört. Daher können Utopien in jeder kulturellen Ausdrucksform wiedergefunden werden.
Thematisch existieren utopische Vorstellungen daher auf jedem Gebiet, u. a. also im technischen, gesellschaftlichen, kulturellen und religiösen Gebiet. In der Praxis stellen sie aber auch Mischformen dar (z. B. Technokratie). So bilden in Dystopien etwa häufig Endzeitszenarien den Erzählraum für die eigentlichen (häufig anarchischen oder totalitären) gesellschaftlichen Entwürfe.

### Politische Utopien
Politische Utopien, wie sie erstmals in Platons Politeia in Form der Idee eines ständisch-hierarchisch geordneten Idealstaats entworfen wurden, sind dadurch gekennzeichnet, dass sie die in ihrer Zeit bestehenden sozio-ökonomischen Verhältnisse und Institutionen umfassend kritisieren und aus ihrer Kritik heraus eine fiktive, in sich nachvollziehbare Alternative entwerfen. Damit werden Utopien gegen Chiliasmen und Mythen abgegrenzt.
In der Geschichte der politischen Utopien lassen sich nach Richard Saage zwei grundlegend gesellschaftlich-staatliche Ausrichtungen feststellen: Sie bewegen sich zwischen den Idealtypen staatszentrierter Entwürfe auf der einen Seite und anarchistischer Konstruktionsprinzipien auf der anderen Seite. Ein Beispiel für eine etatistische Utopie ist Tommaso Campanellas La città del Sole (Der Sonnenstaat), der nach dem Vorbild der spanischen Monarchie technokratisch gesteuert wird.
Gemeinsam ist den politischen Utopien von der frühen Neuzeit bis in das späte 20. Jahrhundert, dass sie Ungerechtigkeit, Ungleichheit und Unterdrückung kritisieren. Welche Institutionen vorgeschlagen werden, um eine bessere und gerechtere Gesellschaft zu gewährleisten, wandelt sich in der Geschichte der politischen Utopien. Das widersprüchliche Verhältnis von Gleichheit und Freiheit bildet oft die Grundlage politischer Utopien, wird aber in autoritär-staatszentrierten und anarchistischen Utopien konzeptionell in gegensätzlicher Weise entwickelt. Richard Saage geht davon aus, dass nach 1989 autoritär-etatistische Linie des utopischen Denkens an ihr Ende gekommen sei. Man brauche aber weiterhin Utopien, um die Probleme des 21. Jahrhunderts zu lösen.
Mit der Ideologie des Islamischen Staats (IS) trat in jüngster Zeit eine neue Form totalitärer, aber nicht-etatistischer politisch-religiöser Utopien in Erscheinung.

### Gesellschaftliche Utopien
Thomas Morus hatte dem Traum von der Rückkehr ins Paradies den Namen Utopia gegeben und damit den Glauben des Fortschritts in eine bessere Zukunft beflügelt. Er hielt das früheste überlieferte Plädoyer für die parlamentarische Redefreiheit und die freie Gewissensentscheidung. Solcher Fortschrittsglaube speiste auch die aufklärerischen Gesellschaftsutopien des 18., die wissenschaftsgetriebenen Utopien des 19. und die technischgetriebenen futuristischen Utopien des 20. Jahrhunderts.
Sozialistische und kommunistische Utopien behandeln bevorzugt das Ende der Ausbeutung und die Umverteilung von Gütern zugunsten der wirtschaftlich Schwächeren („von oben nach unten“), oft bei gleichzeitiger Abschaffung des Geldes („jedem nach seinen Bedürfnissen“). Teils entwickeln sie Vorstellungen, die ökonomisch bestimmte Lohnarbeit abzuschaffen (siehe Paul Lafargue, „Das Recht auf Faulheit“). Die Bürger gehen nur noch solchen Arbeiten nach, die ihrer Selbstverwirklichung entsprechen. Es bleibt ihnen viel Zeit, die Künste und Wissenschaften zu pflegen (s. auch utopischer Sozialismus).
Die Humanistische Psychologie entwickelte utopische Ideale ausgehend von menschlichen Bedürfnissen. Angeborene Grundbedürfnisse seien an sich gut. Ihr Ausdruck könne jedoch durch Angst blockiert sein, gute Impulse von der Kultur verzerrt werden. So entstehe Böses aus etwas Gutem. Indem ein gesellschaftliches Umfeld geschaffen werde, das dies verhindere, werde eine gute Gesellschaft möglich, eine Gemeinschaft psychologisch gesunder Menschen, der Abraham Maslow den Namen Eupsychia gab.
Nach Ende des Kalten Krieges und dem Zusammenbruch der sozialistischen Staatenwelt verbreiteten sich neoliberale Ideologien, die bereits vor der Weltwirtschaftskrise der 1930er Jahre von Friedrich Hayek und Ludwig Mises vorgedacht worden waren. In diesen Ideologien wird das Konzept einer Gesellschaft so weit aufgegeben, dass keine eigenständige, von der Wirtschaft getrennte Sphäre einer Gesellschaft mehr erkennbar ist. Die Gesellschaft wird gleichsam vom Markt aufgesogen. Der Kern des Marktes wird im Mechanismus der Preise gesehen, auch wenn unklar ist, ob dieser Mechanismus in der Realität tatsächlich funktioniert oder ob er prinzipielle Mängel aufweist. Werde der Markt nicht behindert, sei die neoliberale Utopie vollkommen realisiert; dann herrsche nicht mehr die Politik, die dem Markt nunmehr gehorchen müsse; die Konsumenten seien der eigentliche Souverän. „Markt“ und „Sozialismus“ werden stereotyp einander gegenübergestellt. Ausgangspunkt der neuen Ordnung sind nach Hayek die Individuen mit ihren subjektiven Plänen. Ihr subjektives Wissen muss von keiner Person koordiniert werden, erst recht nicht von Politikern oder einer Planungsbehörde. Nur der Markt stellt einen effizienten Mechanismus zur Nutzung dieser verstreuten Informationen bereit. Dem Markt schreibt Hayek eine „Übervernunft“ zu: Der Markt herrscht wie Gott über jeden einzelnen. Seine Signale (die Preise) sind Befehlsgeber, die die Handlungen der Menschen steuern, und diese müssen sich an etwas Höheres anzupassen, das sie nicht verstehen. „Das Narrativ von ‚dem Markt‘ als Quasi-Gott impliziert ein (escha-tologisches) ‚Ende der Geschichte‘“. Neben dem gottgleichen Markt darf es keinen anderen gesellschaftsrelevanten Gott und keine anderen Utopien zur Gestaltung der Gesellschaft geben. Jede Idee wie „soziale Gerechtigkeit“ ist für Hayek eine Illusion: Der Mensch könne nicht bewusst wählen, welche Richtung er einschlagen wolle. An diese Utopie schließt auch das von Francis Fukuyama behauptete Ende der Geschichte an.
So wie die Weltwirtschaftskrise und die nachfolgenden autoritären und faschistischen Regime Hayeks Utopie von einer marktgesteuerten Welt ohne Gesellschaft und Politik zerstörten, wurden die neoliberalen Utopien der 1980er und 1990er Jahre durch die Folgen der Globalisierung erheblich gestört. Zunehmende Finanz- und Schuldenkrisen, Arbeitslosigkeit und Verarmung der Mittelschichten in den entwickelten Ländern, verbreitete Unsicherheit und unfreiwillige Migrationswellen ließen Zweifel an einer marktgesteuerten Welt ohne politische Eingriffe aufkommen. Die Freiheitsgewinne erwiesen sich als teuer bezahlt. Nachdem sich innerhalb von etwa 20 Jahren das Scheitern sowohl der sozialistischen als auch der neoliberalen Utopien erwiesen hatte, mehren sich Dystopien wie bspw. die Szenarien einer Klimakatastrophe.
Zygmunt Bauman spricht in seinem letzten, posthum erschienenen Werk Retrotopia von der Verbreitung von gesellschaftlichen Retrotopien, die ihren Fluchtpunkt nicht mehr in einer idyllischen Zukunft, sondern in der idealisierten Vergangenheit besitzen. Charakteristisch für sie seien die Verklärung der Vergangenheit und die Sehnsucht nach Kontinuität in einer durch den Neoliberalismus fragmentierten Welt, in der Entsolidarisierung, Freisetzung und Bindungslosigkeit des Individuums fortschreiten. Die Retrotopien speisen sich aus der Sehnsucht nach der verlorenen, geraubten, „untoten“ Vergangenheit. Bauman unterstreicht als Hauptursache die starke Zunahme von Gewalt in der hyperglobalisierten Welt, welche an die des Thomas Hobbes erinnert. Die Menschen seien nicht mehr bereit, durch Sicherheitsverluste für Freiheitsgewinne zu zahlen, wie dies die liberalen Eliten fordern. Sie grenzen sich zunehmend ab und besinnen sich am „Stammesfeuer“ auf ihre nationalen, ethnischen, religiösen usw. Identitäten. Die Folge seien zunehmende Aggressivität gegen Andere, Fremde und Schutzsuchende.
Das Streben nach einer in der Zukunft verorteten, besseren Form gesellschaftlichen Zusammenlebens wurde trotz jener Herausforderungen nie aufgegeben. Allerdings gilt es als schwierig, in pluralistischen Gesellschaften einen Konsens darüber zu erzielen, was erstrebenswert ist. Kommunitaristen sind der Meinung, die Formulierung dessen, was gut ist, sollte nicht (wie der Liberalismus dies fordere) dem Einzelnen überlassen bleiben, sondern sei eine gemeinschaftliche Aufgabe; wichtig sei dabei allerdings, die jeweiligen Ideale zur Diskussion zu stellen. Erstrebenswerte, gesellschaftliche Ideale können unterschiedlich anspruchsvoll sein: Die „anständige Gesellschaft“ etwa garantiere lediglich die fundamentale Selbstachtung von Individuen; in der „gerechten Gesellschaft“ seien Verteilungsfragen gerecht gelöst; die „gute Gesellschaft“ schließlich ermögliche ein umfassend gutes Leben – alle Bedürfnisse (nicht nur materielle) werden befriedigt und es wird Rücksicht auf die Interessen von Mitmenschen und nichtmenschlichen Lebewesen genommen. Die Gute Gesellschaft sei das ehrgeizigste, letztendliche Ideal. Da ihre Realisierbarkeit jedoch sehr beschränkt sei, müsse man sich in praktischer Hinsicht mit weniger anspruchsvollen Konzepte behelfen. Die Gute Gesellschaft könne zu erkennen helfen, in welcher Richtung die bessere zu suchen sei. Sie sei ein Leitbild, das Orientierung für die Politikgestaltung biete und aus der sich konkrete Handlungsempfehlungen für die unmittelbare Zukunft ableiten ließen.

### Religiöse Utopien
Die meisten christlichen Vorstellungen vom Paradies bzw. Garten Eden auf der Erde, dem durchgesetzten Reich Gottes also, sind nicht als Utopie zu bezeichnen. Zwar bezeichnen sie eine ideale Wunschvorstellung für die Zukunft, jedoch werden sie durch Gottes Gnade (und, je nach theologischer oder konfessioneller Ausrichtung, durch die Mitwirkung des Menschen) erreicht. Vor allem aber ist die theologische Aussage, dass mit der Deszendenz Jesu Christi, der Menschwerdung Jesu also, das Reich Gottes schon begonnen habe, eine explizit nicht-utopische.
Die christliche Zukunftsvorstellung ist also keine rein zukunftsbezogene, sondern bezeichnet ein gleichzeitiges „schon“ und „noch nicht“: Das Reich Gottes habe mit Jesus Christus schon begonnen, werde in der Kirche fortgesetzt und sei im Himmel bereits durchgesetzt. In der gesamten Welt sei jedoch diese Vorstellung noch nicht akzeptiert und warte somit noch auf Vollendung. Dementsprechend wird keine neue Welt gepredigt, sondern die Erneuerung der alten Welt. Diese Vorstellung bezeichnet man in deutlicher Abgrenzung zu der Utopie als Eschatologie.
Utopische Strömungen sind jedoch im Christentum durchaus vorhanden, etwa in Form des Millenarismus oder der Gottesstaats-Idee der Dominionisten. Zu allen Zeiten der Kirchengeschichte gab es Gruppen in und außerhalb der Kirche, die utopische Ziele verfolgten, etwa die Taboriten oder die Täufer in Münster. Vor allem im Islam gibt es vergleichbare Strömungen, die einen realen Gottesstaat (Theokratie) errichten wollen, der stark utopische Züge trägt (siehe auch: Iran, Islamische Revolution).

### Wissenschaftlich-technische Utopien
In wissenschaftlich-technischen Utopien werden dank technischen Fortschritts nicht nur die menschlichen Lebensbedingungen, sondern auch die Menschen selbst manipulierbar. So sollen Krankheit, Hunger und Tod durch technische Mittel besiegt und das Wesen des Menschen gezielt verändert werden (s. Transhumanismus).
In der wissenschaftlichen Welt erhofft man sich aus den Utopien oft auch eine „Theorie für Alles“ sowie die Möglichkeit, metaphysische Entitäten wie Leben oder Bewusstsein zu verstehen, zu beschreiben und nachzubilden (vgl. künstliche Intelligenz).
Hilmar Schmundt gibt in seinem Buch „Hightechmärchen“ unter anderem folgende Beispiele für wissenschaftlich-technische Utopien:
- die Utopie von der bemannten Raumfahrt und der Besiedelung des Weltalls,
- die Utopie einer weltweiten Gemeinschaft durch das Internet,
- die Utopie der Erlösung der Menschheit von Krankheit, Hunger und Tod durch die Gentechnik

## Philosophischer Utopie-Begriff
Utopie ist „Denken nach Vorn“ (Ernst Bloch) als „die Kritik dessen, was ist, und die Darstellung dessen, was sein soll“ (Max Horkheimer). Inwieweit Utopie jedoch als „Konkrete Utopie“ (Ernst Bloch) ausgestaltet werden kann, ist bereits seit dem „Bilderverbot“ von Georg Lukács 1916 strittig. „Jeder Versuch, das Utopische als seiend zu gestalten, endet nur formzerstörend“.
Quasi als Antithese zu dieser Aussage zeigt Bloch im Prinzip Hoffnung das „Fragmentarische“, den „Utopischen Bildrest in der Verwirklichung“ quer durch die Philosophie-, Literatur- und Kunstgeschichte auf und wendet sich gegen die „abgerundete Befriedigung“ und „Immanenz ohne sprengenden Sprung“ des scheinbar Vollendeten, verweist beständig auf das „Noch Nicht“, das im „Nicht“ enthalten ist. Bereits in der „Grundlegung“ seines Hauptwerks setzt er als konstituierendes Moment des Utopischen den Tagtraum als „bewußt gestaltende, umgestaltende Phantasie“ dem „unterbewußte(n) Chaos“ des Nachttraums entgegen und das Utopische in den Gegensatz zum Mythischen, in dem er gleichwohl stets wieder das Unerledigte aufzeigt, das es noch zu verwirklichen gilt, mit dem dialektischen Ziel der „Naturalisierung des Menschen, Humanisierung der Natur“.
Die Utopie wurzelt im Mythos. Anders als dieser ist sie jedoch nicht vorbewusste kollektive Erzählung, sondern bewusste individuelle Schöpfung. Dies zeigt schon ihre Etymologie. Der 1516 erstmals öffentlich gewordene Begriff des Renaissance-Humanisten und späteren Schatzkanzlers Heinrich VIII. Thomas Morus ist ein gelehrtes Wortspiel: außer „ou-topos“, dem „Nirgendort“, bezieht sich der Namensgeber auch auf „eu-topos“, den „schönen Ort“, und beides ist als „Utopia“ in der englischen Aussprache phonetisch nicht unterscheidbar. Utopie verweist so bereits seit und mit ihrer Namensgebung auf das Mögliche und die Alternative zum Bestehenden, auch und gerade als gesellschaftliche Alternative. „Mit der Utopie Mores beginnt der moderne Sozialismus“ (Karl Kautsky).
Trotz ihrer literarischen Tradition ist die Utopie keine literarische Gattung, „eine linguistische Textsortenbestimmung […]ist nicht möglich“. Utopie ist vielmehr auch als literarische untrennbar mit der utopischen Denkform verbunden, sie entwirft „Gegenbilder zur jeweils bestehenden Realität“.
Ernst Bloch hat mit seinem „Prinzip Hoffnung“ eine Art „Geschichte der Utopie“ geschrieben, philosophiegeschichtlich ausgehend vom „dynamei on“, dem „der Möglichkeit nach Seienden“ des Aristoteles mit Utopie als „Vor-Schein“, der schon bei Immanuel Kant als „ästhetischer Schein“ abgegrenzt ist vom „transzendentalen Schein“ des subjektiven Trugschlusses. Blochs Utopiebegriff des „Noch Nicht“ fußt wesentlich auch auf der Aussage von Marx, dass in der Welt schon längst der Traum einer Sache gegenwärtig ist, die sie sich nur noch ins Bewusstsein rufen müsse, um sie wirklich zu besitzen. Die Abgrenzung der Utopie vom nur Utopistischen bedingt somit ein Verständnis der Welt als einer im Werden begriffenen, als offene, noch nicht zu Ende gebrachte und gedachte, mit Tendenz der Geschichte und Latenz des Horizonts („Der Mensch ist immer ein Lernender, die Welt ist ein Versuch, und der Mensch hat ihr zu leuchten“).

## Historischer Abriss des utopischen Denkens

### Antike
Ein konkreter Anstoß zur Entwicklung von Utopien war die Griechische Kolonisation, die zur Gründung zahlreicher neuer Städte führte. Dadurch wurde das Denken darüber, wie eine ideale Stadt aussehen sollte, angeregt. Es entstanden ideale Stadtpläne (vgl. Hippodamos von Milet, 5. Jhdt.) und Vorschläge, wie man die Kolonisten einer neuen Stadt nach ihrer sozialen Herkunft am besten „mischen“ sollte.
Der Entwurf einer besseren Welt („Wohlan, sprach ich, lasst uns also in Gedanken eine Stadt von Anfang an gründen“) in der „Politeia“ (2. Buch, XI) und die detaillierte Schilderung des sagenhaften Atlantis mit dem zentralen Tempel des Poseidon, der Burg mit silbernen Mauern und goldenen Zinnen und den die Stadt konzentrisch durchziehenden Kanälen im „Kritias“ (113b-121a) durch Platon sind, als zwei Idealbilder der „polis“, die wohl wichtigsten Wurzeln der Utopie.
Platons Staat, der weder Gelderwerb sucht noch Handel treibt und dessen Oberschicht maximal das vierfache der „Unterschicht“ besitzt, steht zwar konträr zur bestehenden Gesellschaft der Zeit, ist aber durch seine strenge Hierarchie mit exakt 5040 Gemeinwesen aus Herrschern, Wächtern und Arbeitern, einem Reiseverbot für unter 40-Jährige und der Begrenzung der Kunst auf das Lob des bestehenden Staates nicht auf das subjektive Wohlbefinden seiner Einwohner, sondern unbedingt auf das Funktionieren des Gemeinwesens als bestem Staat ausgerichtet.
Seine Polygamie dient allein der Eugenik, die Sklavenhaltung ist nicht abgeschafft. Atlantis wiederum wird lediglich architektonisch geschildert, wobei allerdings „mit der idealen Stadtarchitektur […] auch eine ideale Gemeinschaft“ intendiert sein dürfte, so auch in der „Politika“ des Aristoteles mit der Überlieferung der architektonischen Ordnung des Hippodamus, die weiterwirkte bis zu den Plänen der italienischen Architekten der Renaissance.
Konträr zum platonischen Staat steht die Sonneninsel des Jambulos im 3. Jahrhundert v. Chr. als „anarchistisch-egalitäres Schlaraffenland“, das „die Institution der Sklaverei nicht kennt“ auf den sich – vermittelt durch die Diodor-Überlieferung – noch Lukian mit den Wahren Geschichten und der Reise zum Mond im 2. nachchristlichen Jahrhundert ausdrücklich bezieht. Bezeichnenderweise sind es in Zeiten der römischen Weltherrschaft die Hellenen aus den Kolonien, die ihre fiktiven Reisen in eine bessere Welt als Satire des Bestehenden schildern, während die Römer selbst eher das „beatus ille“ des Horaz und die bukolische Idylle als Wunschbild bevorzugen.

### Mittelalter und Renaissance
Aus dem christlichen Mittelalter sind eine Reihe auch architektonischer Schilderungen des Himmlischen Jerusalems vom 9. bis 12. Jahrhundert erhalten, mit zentralem Tempel und Gold- und Silbermauern analog zu Atlantis, aber auch die ideale Mönchsrepublik des Tausendjährigen Reichs des Joachim di Fiore, deren Chiliasmus weiterwirkt über die Täufer der Lutherzeit bis hin zu dem Sonnenstaat von Tommaso Campanella. Heimkehrende Kreuzritter mischten schließlich in ihren Erzählungen das heilige Jerusalem mit den Märchenstädten des Morgenlandes wie in der Chronik des Herzog Ernst aus dem 13. Jahrhundert, die über das ferne Grippia berichtet, mit einer Stadtmauer aus Marmor und goldgedeckten Palästen – ähnlich der Messingstadt aus tausendundeiner Nacht.

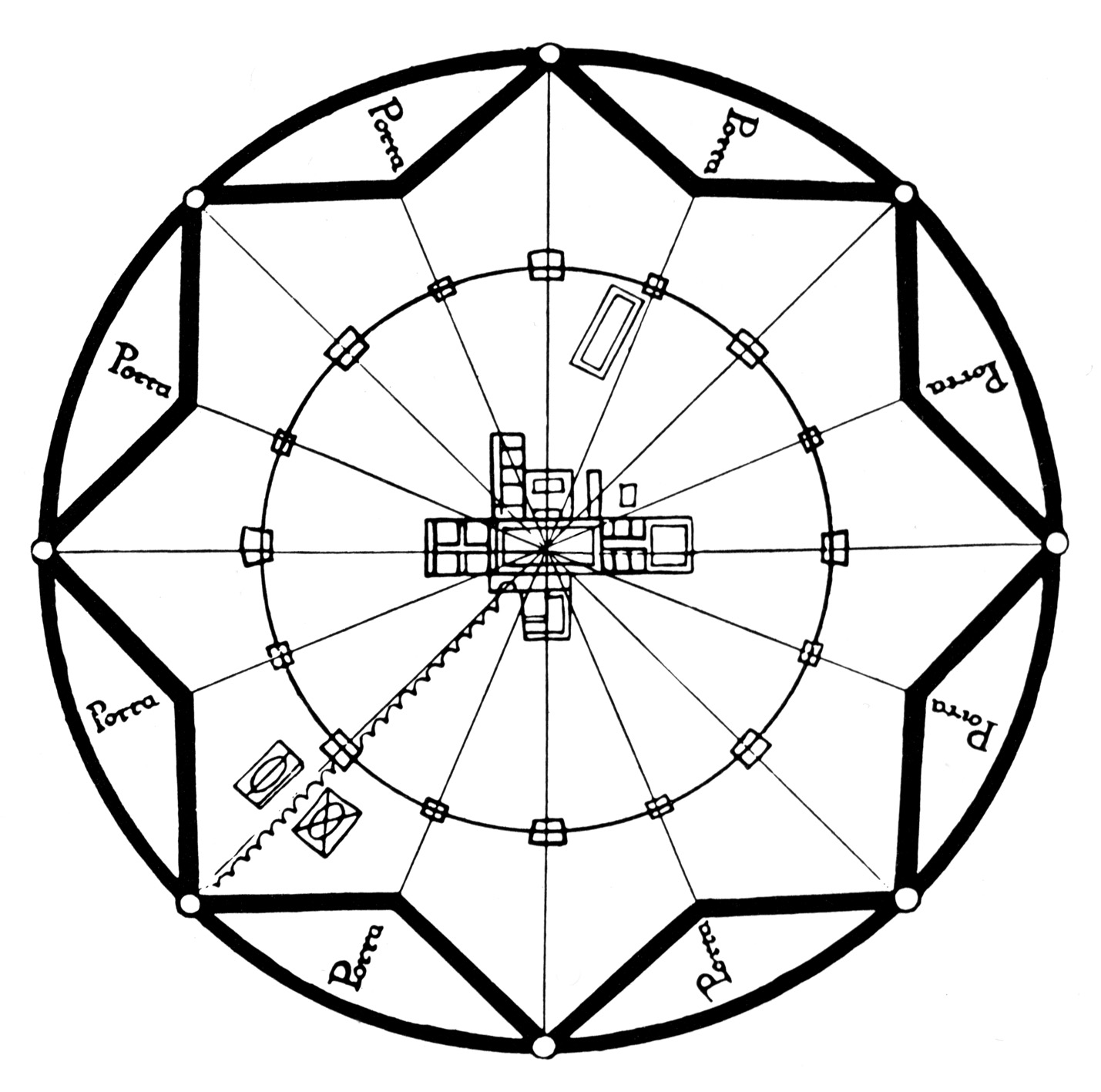
Idealstadt Sforzinda

Die italienische Renaissance mit ihren griechischen Quellen bereitet dann den Boden für die erste Utopie, die diesen Namen trägt, und es sind ihre Architekten, allen voran Leon Battista Alberti (De re sedificatoria, 1451) und Antonio di Pietro Averlino (Averulino oder Filarete) mit dem Plan für die nach Francesco I. Sforza benannte Idealstadt Sforzinda (1464), das sich stark an Atlantis orientiert. Beide wollten mit der idealen Stadt auch die ideale Gesellschaft schaffen.

### Frühe Neuzeit
Zu Beginn der Neuzeit bekam die Utopie dann Namen und Programm. 1516, ein Jahr bevor Luther seine Thesen an die Kirchentür zu Wittenberg schlug und Magellan zur ersten Weltumseglung aufbrach, erschien die Utopia des Thomas Morus als fiktiver Reisebericht über eine Insel, deren Hauptstadt Amaurotum (Nebelstadt) ersichtlich auf London weist. So ist Utopia einerseits „Phantasieland, zugleich aber verschlüsste(s) Reformprogramm“. Die Errungenschaften der Utopier, Abschaffung des Privateigentums, sechs Stunden tägliche Arbeit, Zusammenschluss von jeweils 30 Familien zu einem Familienverband, Wahl der Beamten auf ein Jahr, Toleranz in Glaubensfragen, werden hier der Realität der englischen Gesellschaft gegenübergestellt. Ausdrücklichen Bezug auf Utopia nimmt der französische Renaissance-Humanist Rabelais 1534 in seinem Gargantua mit der Schilderung der Abtei Thélemè, wo ohne die üblichen Gelübde junge Männer und Frauen nach dem Motto „Fais ce que vouldras“ (Macht, was ihr wollt) zusammenleben. Diese „anarchistische Luxuskommune“ erhebt jedoch keinerlei Anspruch, als allgemeines Vorbild zu dienen.

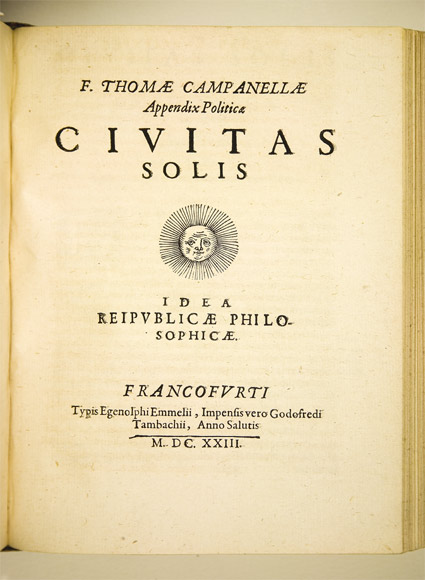
Campanellas Civitas Solis, lateinische Ausgabe Frankfurt 1623

Die Reihe der dann im 19. Jahrhundert als solche etikettierten „Staatsromane“ der Renaissance (etwa bei Robert von Mohl 1855) setzt der kalabresische Mönch und Humanist Campanella 1602 in neapolitanischer Festungshaft fort, nachdem er der Verschwörung gegen die spanische Herrschaft in Süditalien angeklagt war. Campanellas La Città del Sole, identifizierbar auf Tapobrane, also Sri Lanka gelegen, wird regiert durch den Metaphysikus Sol und determiniert durch den Lauf der Gestirne, von der Gattenwahl bis zur Einnahme der Mahlzeiten. Die Siebenzahl der Planeten bestimmt auch den architektonischen Aufbau der Sonnenstadt, die Platons Staat weit näher steht als Morus’ Utopia, wenn Campanella sich auch des Öfteren auf Morus bezieht. Die dritte der „klassischen“ Utopien, das „Nova Atlantis“ des Francis Bacon erscheint 1627, an der Schwelle zum Barock. Auch Francis Bacon, Lordkanzler unter Jakob I. und bis heute bekannt durch sein Diktum „Wissen ist Macht“ sieht sich in der Nachfolge von Morus und beabsichtigt, ein Buch „über die beste Staatsverfassung“ zu schreiben. Geschildert wird die Insel Bensalem im Indischen Ozean, und Zentrum der Gemeinschaft ist das Haus Salomon. Es ist die Wissenschaft, die hier herrscht, aber wiederum durch eine kleine Elite dem Volk nähergebracht wird.
Ausdrücklich auf Morus bezieht sich auch Johann Valentin Andreaes Christianopolis von 1619 nach den Idealen der Rosenkreuzer mit einer Stadt ohne Hunger, Armut und Krankheit mit Allgemeinbesitz und materieller Gleichheit. jedoch ist dem schwäbischen Pfarrer Andreae das Leben vor allem Gottesdienst.
1611 wurde der Begriff der Utopie erstmals in einem Lexikon notiert; dort bezog er sich explizit nicht mehr nur auf Thomas Morus’ Idealstaat, sondern auf alle ähnlichen Entwürfe wie den Campanellas La città del sole (1602). Im 18. Jahrhundert wurde der Begriff der Utopie zu einem literarischen Gattungsbegriff, doch schon seit dem 16. Jahrhundert meldete sich Kritik an den wirklichkeitsfremden Entwürfen.
So herrschte nach dem Humanismus der Renaissance in und nach den Wirren des Dreißigjährigen Krieges und des folgenden Englischen Bürgerkriegs im Barock generell eine Dürrezeit für das utopische Denken, und wenn es in Erscheinung tritt, ist es in der Regel gottgefällig. Gerade in England warfen sich König und Opposition, Oliver Cromwell und die Republikaner gegenseitig immer wieder die Verfolgung utopischer Ziele vor. 1648 erscheint Samuel Gotts Nova Solyma (mit dem bezeichnenden Untertitel „Jerusalem regained“), das häufig auch John Milton zugeschrieben wird, mit der Schilderung eines in Israel errichteten „Gottesstaats“. Ein erstes Glimmen der Frühaufklärung zeigt sich 1656 durch James Harringtons Oceana. In der direkten Auseinandersetzung mit Thomas Hobbes’ absolutischem Souveränitätskonzept im Leviathan (1651) wird hier ein ausgearbeiteter Vertragsentwurf mit Repräsentation, Ämterrotation und Zweikammersystem erstellt, der später über John Adams in wesentlichen Teilen Aufnahme in die Verfassung der Vereinigten Staaten fand. Aber erst auf der Basis der Philosophie John Lockes und nach der Glorious Revolution von 1688 fasst das Utopische in der Aufklärung des 18. Jahrhunderts wieder Fuß, wobei es meist ins Satirische spielt wie bei den Yahoos in Jonathan Swifts Gullivers Reisen von 1726 oder im El Dorado in Voltaires Candide 1759, wo die Kinder mit Edelsteinen spielen, das Essen kostenlos ist und Theologen unbekannt sind. Wie stark das Utopische aber auch hier an seine Zeit gebunden bleibt, zeigt noch 1770 Merciers „L’an 2440“ in dem Gewaltenteilung und Föderalismus herrschen – allerdings unter Ludwig XXXIV.
Während der deutschen Frühaufklärung wird die Utopie aus verschiedenen Blickrichtungen eher skeptisch beurteilt. Während Theologen bezweifeln, dass eine Welt ohne Sünder möglich sei, gehen Philosophen wie Christian Wolff davon aus, dass die von Gott erschaffene Welt vernünftig und die beste aller Welten sei, so dass Utopien überflüssig seien. In Frankreich hingegen, wo Schriftsteller und Philosophen die historisch gewachsene Ordnung mit politischen Konstruktionen der Vertragstheorie infrage stellen, setzen sie sich deren Kritik des Utopismus aus.

### Moderne
Charles Fourier (1772–1837) veröffentlichte 1808 das Buch „Phalensteres“ (Theorie des quattre mouvements, 1808). Seine Utopie war eine nach den Leidenschaften ihrer Bewohner geordnete Gesellschaft, in der der Pyromane ein idealer Feuerwehrmann sein solle. Fourier wartete sein Leben lang vergeblich auf einen Sponsor, mit dessen Hilfe er hätte versuchen können, seine Pläne zu realisieren.
Der Unternehmer Robert Owen veröffentlichte 1820 die Schrift The Social System und propagierte die Utopie New Harmony ohne Ehe, Religion und Privateigentum. Diese Utopie erwies sich in der Realität als nicht überlebensfähig und ruinierte Owen innerhalb von drei Jahren.
1842 erschien Étienne Cabets Reise nach Ikarien als kommunistisches Idealbild. Wie Owen wollte auch Cabet sein Projekt in Amerika realisieren. Er scheiterte in kurzer Zeit. Karl Marx kritisierte die Theorien Owens und der französischen utopischen Sozialisten als „phantastische Hinträtigkeit des einzelnen Pedanten“; sie seien nicht in der sozialen Praxis verankert.
Ernst Bloch schrieb, die Theorien von Karl Marx seien gerade wegen ihrer Wissenschaftlichkeit „Blei in den Flügelschuhen“ der Utopie. Nach Friedrich Engels „Entwicklung des Sozialismus von der Utopie zur Wissenschaft“ von 1880 ist kein utopischer Systementwurf mehr entstanden, der die Wirklichkeit zu transzendieren suchte. 
Gustav Landauer setzte Utopie ins Verhältnis zu Topie. Er sah dabei Topie als „allgemeine und umfassende Gemenge des Mitlebens im Zustand relativer Stabilität“, während Utopie „ein Gemenge individueller Bestrebungen und Willenstendenzen“ bezeichnet, die „immer heterogen und einzeln vorhanden sind, aber in einem Moment der Krise sich durch die Form des begeisterten Rausches zu einer Gesamtheit und zu einer Mitlebensform vereinigen und organisieren“ (in: Die Revolution, 1907).
Der amerikanischer Science-Fiction-Autor und Journalist Edward Bellamy (1850–1898) veröffentlichte 1888 den utopischen Roman Ein Rückblick aus dem Jahre 2000 auf das Jahr 1887. Wie die USA zu einem idealen Gemeinwesen geworden sind wird nur vage angedeutet.
William Morris (1834–1896) veröffentlichte 1890 den Roman News from Nowhere. Sein Protagonist erwacht nach 40-jährigem Schlaf in einem London, in dem die Industrie wieder abgeschafft wurde, die Stadtteile wieder Dörfer waren und die Eisenbrücken durch Holzbrücken ersetzt worden waren.
Die philosophische Reflexion über den Utopiebegriff erfolgte in Anfängen nach dem Ersten Weltkrieg erstmals durch Ernst Blochs Geist der Utopie 1918 und verstärkt ab ca. 1930 dann auch durch Walter Benjamin, Theodor W. Adorno, Max Horkheimer und Herbert Marcuse. Zentral bleibt der philosophische Utopie-Begriff jedoch mit Bloch vor allem auf der Basis des Prinzip Hoffnung (1954–1959) verbunden.
Eine systematische Fortführung der Philosophie Blochs steht bis heute aus. So wird nach Bloch die Weiterentwicklung der Begrifflichkeit des Utopischen auch theoretisch im Wesentlichen von den Literaten vorangetrieben, in vorderster Front von Lars Gustafsson („Charakteristisch für eine Utopie ist, dass sie eine systemtranszendente Kritik impliziert“) und Italo Calvino (1923–1985) („É sempre il luogo qui mette in crisi l'utopia“). Calvino sah die Utopie von heute als „polverizzata“ und ließ Marco Polo in den letzten Zeilen seines 1972 erschienen Buches Le città invisibili („Die unsichtbaren Städte“) resumieren, man müsse „suchen und zu erkennen wissen, wer und was inmitteln der Hölle nicht Hölle ist und ihm Bestand und Raum geben“.
Auch die literarische Utopie im 20. Jahrhundert führt jenseits des Pessimismus der Dystopie von George Orwells 1984 und Aldous Huxleys Schöner neuer Welt nur noch ein Nischendasein.
Robert Musils Protagonist Ulrich im Mann ohne Eigenschaften von 1930 reflektiert zwar über das Utopische, will sein Leben jedoch als individuelle Utopie ohne notwendige Veränderung der Gemeinschaft gestalten. Utopische Aspekte erscheinen in der zweiten Hälfte des 20. Jahrhunderts am offensichtlichsten in dem Roman „die unsichtbaren verborgenen Städte“.
Als „grüne“ Utopie erschien 1975 Ökotopia von Ernest Callenbach (1929–2012), wobei eine Reihe der dort geschilderten ökologischen Aspekte in der Zwischenzeit verwirklicht wurden, soziale und politische Zustände mit Präsidentin, Ministern und Staatssekretären sowie beibehaltener Geldwirtschaft samt (immerhin begrenzter) Verdienstunterschiede und Privatschulen (ohne öffentliche Konkurrenz) jedoch im Systemimmanenten verbleiben oder gar den herrschenden US-Wirtschaftsliberalismus noch verstärken. Im Roman gibt es nur noch Grundstückssteuern.
Wie zum Beleg von Calvinos These sind im Bereich der Philosophie das utopische Denken und die Nachwirkung Blochs im Wortsinne sporadisch geblieben. So würdigte Jean-François Lyotard (1924–1998) in Macht der Spuren (Berlin 1977) Blochs erstmals 1930 in den „Spuren“ erläuterte Methodik zur Entdeckung utopischer Momente, nahm aber nicht auf die Systematik des Blochschen Denkens Bezug.
Stärker zeigte sich das Erbe Blochs bei Alexander Kluge (* 1932), als dieser auf die Frage „Was tun?“ in einem Spiegel-Interview zu seinem 80. Geburtstag antwortete: „Im Konjunktiv denken, im Licht der Geschichte und der Zukunft nach Optionen, Möglichkeiten suchen.“

### 21. Jahrhundert
Nach dem Scheitern zahlreicher sozialistischer Projekte konnte sich die liberale Demokratie Ende des 20. Jahrhunderts als die „historisch siegreiche Alternative“ präsentieren. Die westliche Konsumkultur in Verbindung mit einem sozialstaatlich gebändigten Kapitalismus erschien manchen als Endpunkt menschlicher Entwicklung. Sich eine alternative, bessere Zukunft vorzustellen, fällt vielen Menschen zu Beginn des neuen Jahrtausends schwer. Deshalb jedoch das „Ende der Utopie“ zu verkünden, wäre übertrieben. Utopisches Denken lebt fort, wenn auch in veränderter Form:
- Der digitale Utopismus setzt seine Hoffnungen auf technologische Veränderungen. Er hat seine Wurzeln in der 1993 gegründeten Zeitschrift Wired. Die „kalifornische Ideologie“, in der der freizügige Geist der Hippies mit dem unternehmerischen Eifer der Yuppies verschmolzen ist, legitimiere die Weltgestaltung durch den digitalen Kapitalismus.[59] Gewarnt wird allerdings auch vor möglichen Gefahren eines Einsatzes neuer Technologien, etwa dort, wo die Macht allmählich von Menschen auf hochintelligente Algorithmen übergeht.[60]
- Der Schwerpunkt des utopischen Denkens hatte sich zu Beginn des 20. Jahrhunderts von der Utopie auf die Dystopie verlagert. Unterbrochen durch ein kurzes Wiederaufleben utopischer Schriften in den 1960er und 1970er Jahren hat sich dieser Trend im neuen Jahrtausend noch verstärkt. Spätmoderne Gesellschaftsverhältnisse (Umweltzerstörung, Spätkapitalismus, schwindender Fortschrittsglaube) haben die Dystopie zur vorherrschenden Form des Utopismus gemacht.[61]
- „Utopie ohne uns“: Angesichts des Ausmaßes anthropogener Veränderungen der Erde gelangten einige Denker zu der Auffassung, dass das Verschwinden des Homo sapiens eine positive Entwicklung sei. Das Aussterben der Menschheit, das früher als ungewolltes, dystopisches Ergebnis einer fehlgeleiteten Moderne angesehen wurde, hat inzwischen utopische Züge angenommen. Entsprechende Szenarien versprechen der Natur das Heil durch die Abwesenheit des Menschen.[62]
- Die meisten Utopien, die am Ziel des Überlebens der Menschheit festhalten, verzichten inzwischen auf die Narration einer alternativen Welt. Sie bieten keine „Visionen von glücklichen Welten“; die Diagnose und die Lösung konkreter sozialer Probleme stehe im Vordergrund.[63] Das alltägliche humane Leben als Absage an jeden „paradiesischen Ausnahmezustand“ erscheint als einzig realisierbare, minimale Utopie. Man spricht in diesem Zusammenhang auch von „kritischen“ bzw. „gezähmten“ (chastened) Utopien.[64] Machbare Visionen formulieren realistische Ziele innerhalb eines überschaubaren zeitlichen Horizontes.[65] Energien seien in „konkret Erreichbares“ zu investieren, „nicht in geträumte Universen, die einen immer nur daran verzweifeln lassen, wie groß die utopische Aufgabe ist“.[66] Zu diesen kleinen, sozial-ökologischen Transformationen zählen u. a.: ein bedingungsloses Grundeinkommen, ein Ausbau der Care-Arbeit, die Gemeinwohl-Ökonomie, die Postwachstumsgesellschaft, die Demokratisierung von Unternehmen, eine Reduzierung der Arbeitszeit, autofreie Städte usw.

Der Problemdruck, der seit Morus Zeiten Utopien hervorbrachte, bestehe fort, so der Utopieforscher Richard Saage. Ob es angesichts dessen nur noch darum gehen könne, „innerhalb des ‚liberalen Projekts‘ die Verfahrensregeln des demokratischen Willensbildungsprozesses und des pluralistischen Verteilungskampfes festzuschreiben sowie die Wirksamkeit der Steuerungsinstrumentarien bei unveränderter Zielvorgabe zu erhöhen“, erscheine fraglich. Vielfach wird betont, dass wir utopische Entwürfe, konsensuale Ziele bzw. Leitbilder bräuchten, an denen politisches Handeln sich orientieren kann. Gegenwärtig wüssten wir jedoch nicht, welche Ziele wir anpeilen sollen. Der Politik fehle es Anfang des 21. Jahrhunderts an großen Visionen. Man verwalte das Land, führe es aber nicht mehr. Beklagt wird, dass die Autoren der Gegenwart die Übel unserer Zeit zwar diagnostizieren könnten, ihre Fähigkeit, mögliche Formen der Heilung vorzuschlagen aber eng begrenzt sei. Das Scheitern unserer utopischen Vorstellungskraft deute darauf hin, dass wir nicht definieren können, was eine gute Gesellschaft tatsächlich ist. Es gibt auch im neuen Jahrtausend entsprechende Versuche, aber sie bleiben Ausnahmen. Als ein Grund für die Unfähigkeit, sich positive soziale Szenarien vorzustellen, wird der postmoderne Relativismus genannt. Zudem führe die methodische Spezialisierung in den Wissenschaften und der Fokus auf einzelne Ausschnitte der Wirklichkeit dazu, dass der Blick fürs Ganze schwinde. Daran etwas zu ändern sei Aufgabe einer „utopischen Wissenschaft“. Sie solle sich der Frage „Was ist wünschenswert?“ stellen, „Zielwissen“ generieren und damit „eine Orientierungsfunktion für Politik, Wirtschaft und Gesellschaft“ übernehmen.

## Film
- Die Utopie leben – Vivir la utopia. Der Anarchismus in Spanien. Ein Film über gelebte Utopie während des Spanischen Bürgerkrieges von Juan Gamero, 1997.
- Fort von allen Sonnen. Dokumentarfilm über die gesellschaftliche Utopie der frühen Sowjetunion anhand der Bauten des Konstruktivismus, 2013.